# Lemriksjön
Lemriksjön är en sjö i Kramfors kommun i Ångermanland och ingår i Nätraån-Ångermanälvens kustområde. Sjön har en area på 0,0424 kvadratkilometer och ligger 58,5 meter över havet.

## Delavrinningsområde
Lemriksjön ingår i det delavrinningsområde (699840-163570) som SMHI kallar för Rinner mot Mjältöfjärden sek namn. Medelhöjden är 70 meter över havet och ytan är 4,56 kvadratkilometer. Det finns inga avrinningsområden uppströms utan avrinningsområdet är högsta punkten. Avrinningsområdets utflöde mynnar i havet, utan att ha någon enskild mynningsplats. Avrinningsområdet består mestadels av skog (85 procent). Avrinningsområdet har 0,04 kvadratkilometer vattenytor vilket ger det en sjöprocent på 0,9 procent.